# Педро Альварес Осорио
Педро Альварес Осорио (исп. Pedro Álvarez Osorio ; первая половина XV века — 1483, Приаранса-дель-Бьерсо) — кастильский дворянин, 1-й граф де Лемос (1456—1482).

## Биография
Сын Родриго Альвареса Осорио и Альдонсы Энрикес. Он унаследовал сеньорию Кабрера-и-Рибера и группу городов и мест, таких как Бальбоа, Вега-де-Валькарсе, Корульон и Матилья.
Женившись в первом браке на Беатрис де Кастро (1398—1455), унаследовавшей галисийские владения от своего отца, Педро Энрикеса де Кастильи, графа Трастамара (ок. 1355—1400), и его жены Изабель де Кастро, в 1434 году ему удалось расширить свои обширные владения благодаря пожалованию, сделанному короля Кастилии Хуана II. Благодаря этому манёвру Осорио стали одним из великих дворянских родов, которые разместили свои сеньории в королевстве Галисия и в регионе Эль-Бьерсо в королевстве Леон. Среди городов, которыми он владел, были Понферрада, Вильяфранка-дель-Бьерсо, Монфорте, Саррия, Триакастела и некоторые другие, которые он ранее приобрел по соглашению с королем, например, Какабелос, подаренный архиепископом Сантьяго Родриго де Луна.
В 1453 году он основал родовой майорат для своего единственного сына Алонсо Осорио. В то же время умерла его дочь Мария, а два года спустя, в 1455 году, его жена Беатрис.
26 июня 1456 года королевским актом, датированным в городе Севилья, король Кастилии Энрике IV даровал ему графство Лемос в наследственное владение.
Смерть его наследника Алонсо в 1467 году и связанные с этим проблемы с престолонаследием побудили его обработать апостольскую буллу, чтобы узаконить своего внука Родриго. Однако для большей безопасности в следующем году он заключил второй брак с Марией Базан, дочерью Педро де Базана, виконта Вальдуэрны и сеньора Ла-Баньеса, и Менсиа де Киньонес.
В эти же годы он столкнулся с восстанием Ирмандиньо в Галисии, которые разрушили крепости Корульон, Моече, Монфорте, Сарриа и стены города Пуэнте-де-Гарсия-Родригес. Однако они потерпели поражение, и король Кастилии Энрике IV дал графу Лемоса 698 000 мараведи, которые он использовал для покупки новых земель: например, городов Арганса, Кампельо и Пуэбла-дель-Брольон.
Граф Лемос скончался в 1482 году в замке Корнатель, Приаранса-дель-Бьерсо. В то время он был, по мнению хронистов Эрнандо дель Пульгар и Херонимо де Сурита, величайшим сеньором королевства Галисии.

## Браки и потомство
В 1430 году он женился на своей тете Беатрис де Кастро (1398—1455), от которой у него было двое детей, оба из которых умерли раньше своего отца:
- Алонсо Осорио (умер в 1467), отец Родриго Энрикеса Осорио, 2-го графа Лемоса и гранда Испании
- Мария Осорио, умерла в 1453 году.

8 февраля 1468 года он заключил второй брак с Марией де Базан, от союза которой родились четыре дочери:
- Хуана (1470—1491), замужем за Луисом Альфонсо Пиментель-и-Пачеко, 1-м маркизом де Вильяфранка-дель-Бьерсо (ок. 1467 — 1497)
- Мария (1475—1523), вышла замуж за Хуана Портокарреро-и-Карденаса, 1-го маркиза Вильянуэва-дель-Фресно (+ 1544)
- Констанса (род. 1477), вторая жена Альваро Переса Осорио, 3-го маркиза Асторги (ок. 1480—1523)
- Менсия, вышедшая замуж за Бернардино Пиментеля-и-Энрикеса, 1-го маркиза Тавара (+ 1559).